# Хохлов, Павел Акинфиевич
Па́вел Аки́нфиевич Хохло́в (1854, Тамбовская губерния — 1919, Москва) — русский певец, баритон, солист Большого (1879—1886, 1889—1900) и Мариинского (1881 и 1887—1888) театров. Заслуженный артист Императорских театров (1900).

## Биография

### Происхождение, годы учёбы
Родился в 1854 году (по одним сведениям 21 июля, по другим — 29 июня) в селе Устье в Спасском уезде Тамбовской губернии (ныне — Спасский район Пензенской области). Происходил из дворянской среднепоместной семьи. Его отец, Акинф Иванович Хохлов, помещик села Устье Спасского уезда, владел 145 душами крепостных. Павел, единственный ребёнок в семье, первоначально получал домашнее образование. Затем переехал в Москву, где окончил с отличием 4-ю гимназию в 1873 году и юридический факультет Московского университета — в 1878 году.
С детства играл на фортепиано, позже — обучился игре на скрипке. В студенческие годы брал уроки пения, вначале у Ю. К. Арнольда, а затем, с 1873 по 1875, у А. Д. Кочетовой-Александровой. В 1880 ездил в Милан для совершенствования в вокальном искусстве. В Милане учился у Дж. Ронкони, Ф. Варези и Гамбоджи.

### Солист Большого и Мариинского театров
19 февраля 1879 года Хохлов дебютировал на сцене Большого театра в опере «Фауст» Шарля Гуно, в партии Валентина.
Очень скоро Хохлов завоевал не только любовь публики, но и российской музыкальной элиты того времени. Известно исключительное отношение к нему П. И. Чайковского, который дал Большому театру свою оперу «Евгений Онегин» только при условии, что партию Онегина будет исполнять Хохлов. П. И. Чайковский отмечал, «что не может себе представить Онегина иначе, как в образе Хохлова». Всего Хохлов пел Онегина 138 раз.
Неизменным успехом пользовалось его выступление в роли Демона («Демон» А. Г. Рубинштейна), в которой он выступал и в Москве, и в Санкт-Петербурге, всего 132 раза.
Ф. И. Шаляпин называл Хохлова своим учителем. Им приходилось встречаться на сцене. В 1889 году в «Фаусте» Ш. Гуно Шаляпин исполнял Мефистофеля, а Хохлов — Валентина. В 1902 году, в «Евгении Онегине», когда Хохлов давал прощальный бенефис в Большом театре (в качестве гастролёра, два спектакля), вместе с ним пели Н. В. Салина, Л. В. Собинов и Ф. И. Шаляпин.
В Большом театре Павел Хохлов много лет дружил с композитором и капельмейстером Петром Андреевичем Щуровским. Позднее Щуровский даже посвятил Хохлову романс «Тебе, мой друг».
Хохлов много ездил с благотворительными концертами по России. В 1889 году с большим успехом прошли его гастроли в Праге.
В 1900 году, вследствие нездоровья, вынужден был покинуть сцену. Прощальный бенефис состоялся 18 января. В том же году Хохлову было присвоено звание заслуженного артиста императорских театров.

### После завершения выступлений
Распрощавшись со сценой, Хохлов уехал на родину, в Спасский уезд, где занялся активной деятельностью на благо общества. Он, как ранее его отец, был избран в 1903 году на должность уездного предводителя дворянства, и выполнял эти обязанности, а также обязанности председателя земского собрания и училищного совета до революционных событий 1917 года. По своим должностным обязанностям Хохлов много времени занимался вопросами школ, библиотек, состоянием дорог уезда.
В 1912 году был избран членом Государственной думы от Тамбовской губернии.
Сын Павла Акинфиевича Хохлова, Сергей управлял имением в селе Абашево, где у них имелся кирпичный завод. Третий сын, Георгий, был членом кружка «Трудовой помощи» при станции Торбеево.
После событий 1917 года Хохлов был вынужден уехать в Москву, где, несмотря на имеющиеся предложения о возобновлении выступлений на сцене, руководстве студии и подобным, предпочёл скромную должность контролёра Рабоче-крестьянской инспекции. В Москве ещё хорошо помнили знаменитого артиста и ему была назначена персональная пенсия.
В 1919 году он простудился, заболел воспалением лёгких и 18 сентября умер. Был похоронен на Новодевичьем кладбище.

## Творческий репертуар
Голос Хохлова отличался и обширным диапазоном, захватывая и теноровый регистр. Вокальные возможности позволяли певцу исполнять как баритоновые, так и басовые партии. Хохлова, с его мягким, гибким голосом, с «бархатным» тембром, задушевностью называли «поэтом звука».

### Оперные партии
Хохлов выступал более, чем в тридцати операх, в его репертуаре было 17 партий в русских операх и 13 в зарубежных, в том числе:
- Онегин («Евгений Онегин» П. И. Чайковского; первое исполнение в Большом театре).
- Демон («Демон» А. Г. Рубинштейна).
- Валентин («Фауст» Ш. Гуно).
- Жермон («Травиата» Дж. Верди).
- Ренато («Бал-маскарад» Дж. Верди; первое исполнение на русской сцене).
- Вольфрам («Тангейзер» Р. Вагнера; первое исполнение в Большом театре).
- Елецкий («Пиковая дама» П. И. Чайковского; первое исполнение в Большом театре).
- Князь Игорь («Князь Игорь» А. П. Бородина; первое исполнение в Большом театре).
- Меркуцио («Ромео и Джульетта» Ш. Гуно; первое исполнение в Большом театре).
- Светлейший («Черевички» П. И. Чайковского; первое исполнение партии).
- Коста («Ролла» А. Симона; первое исполнение партии).
- Граф Моркар («Гарольд» Э. Ф. Направника; первое исполнение в Большом театре).
- Мизгирь («Снегурочка» Н. А. Римского-Корсакова).
- Руслан («Руслан и Людмила» М. И. Глинки).
- Кочубей («Мазепа» П. И. Чайковского).
- Борис Годунов («Борис Годунов» М. П. Мусоргского).
- Остап («Тарас Бульба» В. Н. Кашперова).
- Дон Жуан («Дон Жуан» В. А. Моцарта).
- Троекуров («Дубровский» Э. Ф. Направника).

### Камерный репертуар
Камерный репертуар Хохлова составляли романсы П. И. Чайковского, М. И. Глинки, Ф. Шуберта, арии из опер, русские народные песни: «Дуняша», «Было у чечетки семь дочерей» и другие.